# SN 2005fl
SN 2005fl – supernowa typu Ia odkryta 13 września 2005 roku w galaktyce A204721-0115. W momencie odkrycia miała maksymalną jasność 21,60m.